# 米克爾·阿古
米克爾·阿古（Mikel Ndubusi Agu，1993年5月27日—） ，生於奈及利亞，奈及利亞足球運動員，司職中場。

## 球員生涯
米克爾阿古最初是在波圖U19的訓練中被簽下的，偶爾也會在替補席上出場。他的發展讓他為波圖B隊效力了兩個賽季，最終獲得了為一線隊效力的機會。米克爾阿古在對陣吉爾·維森特的比賽中替補若蘇埃上場，幫助球隊 2-1 獲勝。這樣做，他成為第一位為俱樂部效力的尼日利亞人。繼他在波圖B隊的精彩表現後，時任主教練保羅·豐塞卡將他提拔至主隊。然後他將被租借出去以獲得在甲級聯賽踢球的經驗。
為了在波爾圖尋找出場機會， 米克爾阿古主要被安排在波爾圖B隊，2012年至2016年間，他隨隊在聯賽中出場69次。2012-13賽季和20-2014賽季，他各出場30多次。
2019年7月18日，米克爾阿古與維多利亞足球俱樂部簽署了一份為期三年的合同。在前兩年中表現不佳後，他在 2021-22 賽季之前離隊，並於2022年1月15日終止了合同。 

## 榮譽
- 比利時甲組聯賽A冠军：2015-16年
- 比利時盃亚军：2015-16年

## 國家隊
米克爾阿古被尼日利亞選入2016年夏季奧運會35人臨時陣容。
2017年6月1日，米克爾阿古在尼日利亞3-0戰勝多哥的友誼賽中首次代表尼日利亞國家隊出場。
2018年5月，米克爾阿古入選尼日利亞參加2018年俄羅斯世界盃的初選30人大名單。然而，他沒有進入最終的23強。